# Visage
Visage is een Britse new waveband uit de jaren tachtig.

## Geschiedenis
De groep was actief van 1978 tot 1984 maar beleefde ruim twintig jaar later een comeback toen de band in 2004 weer bij elkaar kwam. De grootste en bekendste hit van de band was Fade to grey uit 1980.
Voorman en leadzanger Steve Strange overleed in 2015 op 55-jarige leeftijd.

## Discografie

### Albums
- Visage (1980)
- The Anvil (1982)
- Beat Boy (1984)
- Hearts and Knives (2013)

## Hitnoteringen
- Fade to Grey Nederland: (nr. 22 Nederlandse Top 40, nr. 24 Nationale Hitparade, nr 23 TROS Top 50, nr. 2 TROS Europarade). Op maandag 5 januari 1981 door dj Frits Spits en producer Tom Blomberg in het radioprogramma De Avondspits verkozen tot de 125e NOS Steunplaat van de week op Hilversum 3.

België: nr. 4 Vlaamse Ultratop 50 en Vlaamse Radio 2 Top 30)

## Bandleden
- Steve Strange - zang
- Rusty Egan - percussie, saxofoon en achtergrondzang
- Midge Ure - gitaar, keyboards, basgitaar, achtergrondzang
- Billy Currie - elektrische viool, keyboards
- John McGeogh - gitaar
- Dave Formula - keyboards
- Barry Adamson - basgitaar

### NPO Radio 2 Top 2000
| Nummer met noteringen in de NPO Radio 2 Top 2000 | '07  | '08-'11 | '12  |
| ------------------------------------------------ | ---- | ------- | ---- |
| Fade to Grey                                     | 1936 | -       | 1908 |

1. ↑  Een '-' betekent dat het nummer niet was genoteerd en een vetgedrukt getal geeft de hoogste notering aan.
2. ↑  2007 was het eerste jaar met een notering voor dit nummer.
3. ↑  Deze tabel is bijgewerkt tot en met de laatste editie (2024).